# Athyreus tuberifer
Athyreus tuberifer es una especie de coleóptero de la familia Geotrupidae.

## Distribución geográfica
Habita en Argentina y Brasil.